# Pachycondyla subiridescens
Pachycondyla subiridescens är en myrart som först beskrevs av Wheeler 1922.  Pachycondyla subiridescens ingår i släktet Pachycondyla och familjen myror. Inga underarter finns listade i Catalogue of Life.

## Bildgalleri